# Bučje (Knjaževac)
Pour les articles homonymes, voir Bučje.
Bučje (en serbe cyrillique : Бучје) est un village de Serbie situé dans la municipalité de Knjaževac, district de Zaječar. Au recensement de 2011, il comptait 246 habitants.

## Démographie
| 1948  | 1953  | 1961  | 1971 | 1981 | 1991 | 2002 | 2011 |
| ----- | ----- | ----- | ---- | ---- | ---- | ---- | ---- |
| 1 199 | 1 159 | 1 089 | 912  | 703  | 540  | 369  | 246  |

|  |